# 奥島孝康
奥島 孝康（おくしま たかやす、1939年4月16日 - 2024年5月1日）は、日本の法学者。位階は従三位、勲章は瑞宝大綬章。
専門は会社法。学位は、法学博士（早稲田大学・論文博士・1976年、学位論文『現代会社法における支配と参加－現代フランス会社法研究』）。大野實雄（早稲田大学名誉教授）門下。
早稲田大学名誉教授、早稲田大学第14代総長（1994年11月 - 2002年11月）、白鷗大学第5代学長（2013年4月 - 2021年3月）、日本高等学校野球連盟第6代会長、ボーイスカウト日本連盟第10代理事長（2010年 - 2020年）、ボーイスカウト日本連盟第9代総長、元埼玉県公安委員会委員長を歴任した。
大京社外取締役、日本インターネット新聞株式会社取締役、フジ・メディア・ホールディングス監査役、構造計画研究所監査役。公益財団法人朝鮮奨学会評議員。高知県宿毛市名誉市民。
アナウンサーの下平さやかと菊間千乃はゼミ生（二人とも1995年卒）。天理大学教授の奥島美夏は娘。学長時代は下記にある通り長年の懸案であった革マル派追放に尽力した。他にスポーツ推薦の導入や広末涼子の入学等で話題を呼んだ。高野連会長時代には社会問題化していた強豪校の特待生問題の解決に奔走した。

## 略歴
- 1939年4月16日 愛媛県北宇和郡日吉村（現・鬼北町）に生まれる
- 1947年4月 ボーイスカウト愛媛県連盟宇和島第1隊入隊
- 1958年3月 愛媛県立宇和島東高等学校卒業
- 1959年4月 早稲田ローバース入隊
- 1963年3月 早稲田大学第一法学部卒業[4][5][9]
- 1965年4月 早稲田大学法学部助手
- 1969年4月 早稲田大学大学院法学研究科単位取得
- 1969年4月 早稲田大学法学部専任講師
- 1971年4月 早稲田大学法学部助教授
- 1976年4月 早稲田大学法学部教授[8]
- 1976年8月 パリ大学研究員（2年半）[10][11][12]
- 1981年5月 早稲田大学教務部長[13]
- 1986年11月 早稲田大学図書館長（1990年退任）[13]
- 1990年9月 早稲田大学法学部長（1994年退任）[14]
- 1994年11月 早稲田大学14代総長（理事長・学長）（2002年退任）
- 1996年4月 学校法人早稲田実業学校理事長（2002年退任）
- 2000年9月 ロシア極東大学名誉博士
- 2001年10月 高麗大学校名誉博士
- 2001年11月 フランス教育功労章コマンドゥール受章
- 2002年6月 オレゴン州立ポートランド大学名誉博士
- 2002年10月 復旦大学名誉教授
- 2002年12月 北京大学名誉博士
- 2003年5月 埼玉県公安委員会委員（2006年1月～10月まで委員長、2009年退任）
- 2003年6月 朝日新聞社監査役（非常勤）（2007年退任）
- 2008年11月 日本高等学校野球連盟第6代会長
- 2010年3月 早稲田大学定年退職
- 2010年4月 公益財団法人ボーイスカウト日本連盟理事長[15]（2020年退任[6]）
- 2010年6月 大相撲野球賭博問題の発生を受け日本相撲協会が設置した外部有識者による特別調査委員会委員
  - 2010年7月には「ガバナンスの整備に関する独立委員会」座長に就任
  - 2011年4月 学校法人早稲田大阪学園（大阪繊維学園）理事長[16]
- 2012年4月 一般財団法人ボーイスカウトエンタープライズ理事長
- 2013年4月 白鷗大学学長[16]
- 2015年5月 ボーイスカウト スカウティング褒章受章
- 2016年6月 ボーイスカウト きじ章受章
- 2017年4月 ボーイスカウト栃木県連盟小山第6団（白鴎大学ローバース）団委員長
- 2020年5月 公益財団法人ボーイスカウト日本連盟第9代総長[6]
- 2021年3月 白鷗大学学長退任
- 2022年4月 日本ボーイスカウト東京連盟顧問
- 2023年4月 瑞宝大綬章受章[17][18]
- 2024年5月1日 肺炎のため、東京都内の病院で死去した[1]。85歳没。死没日付をもって従三位に叙された（同月28日の閣議決定による）[19][3]。

## 早大幹部として

### 労務・教育雇用
教務部長時代に助手の任期制を全学に導入し、図書館長時代は図書館業務のアウトソーシングを積極的に進めた。

### スト破り
法学部長在任時以前より全学で2年に一度期末試験ストライキが行われていた。法学部の多くの講義が前期試験を行わずに期末試験のみで評価を行っていたため、ストライキの年は年度内でなく4月に試験が行われていた（他学部は試験を実施せず、レポート提出に振り替えた）。奥島はストライキの年に当たる1993年度期末試験を年度内に強行してストライキの慣例を破った。

### 対革マル派
早稲田大学が革マル派の拠点校となり、年額約2億円が大学から革マル派にながれ、反対の声が封殺されていることに危機感を抱いた奥島は、法学部長・総長としての任期中の計12年にわたり、革マル派をキャンパスから追放することに尽力した。（詳細は「川口大三郎事件」を参照）

### 超高額寄付金の要求
2001年から2003年に行われた早稲田実業学校初等部の入学試験の2次試験（面接）で、面接官だった奥島自らが、同伴の保護者全員に300～350万円の寄付金を要求した。これは募集要項記載の6～7倍の金額だった。東京都はこれを問題視し、学校側に改善通達を出した。しかし奥島がこの改善通達を無視したため、東京都は同学校法人に対して2003年度経常費補助金の20%（約1億242万円）の返還を請求した。奥島は文部科学省の中央教育審議会委員などを辞職した。この高額寄付金要求事件により、早稲田実業は都や文科省から睨まれるようになったばかりか、保護者からも学校の拝金主義に対し厳しい目が向けられるようになったと指摘される。

## 高野連会長として
- 学生野球憲章を改定し、元プロ野球選手の学生野球指導資格回復制度を作った。
- 2012年8月23日に行われた第94回全国高等学校野球選手権大会の閉会式の挨拶で「とりわけ残念なのは、花巻東の大谷投手をこの甲子園で見られなかったことでした」と発言。その直後「（岩手大会予選決勝戦で花巻東に勝利した）岩手県代表の盛岡大付を侮辱し、大変失礼ではないか」という批判の電話やメールが寄せられた[29]。

## 研究者として

### 専門
- コーポレート・ガバナンス
- 株式会社の理論構造
- フランス会社立法史

## 著書

### 単著
- 『フランスの利益参加制度 西独との対比』関西経済研究センター〈関西経済研究センター資料 74-15〉、1974年10月。
- 『現代会社法における支配と参加 現代フランス会社法研究』成文堂、1976年1月。
- 『会社法』法学書院〈演習ノート〉、1981年11月。
- 『プレップ会社法』弘文堂〈弘文堂プレップ法学〉、1987年2月。
  - 『プレップ会社法』（第3版）弘文堂〈弘文堂プレップ法学〉、1993年11月。ISBN 978-4335310522。
- 『会社法の基礎 事件に学ぶ会社法入門』日本評論社、1994年2月。ISBN 978-4535581616。
- 『西北風』成文堂、1995年4月。ISBN 978-4792390501。
- 『私の大学論』早稲田大学出版部、1995年6月。ISBN 978-4657955289。
- 『21世紀への私立大学の課題 沖縄国際大学公開講座』沖縄国際大学公開講座委員会〈沖国大ブックレット No.2〉、1996年12月。ISBN 978-4938923907。
- 『進取の精神』早稲田大学出版部、1997年5月。ISBN 978-4657975188。
- 『大隈の夢と早稲田大学の責務』早稲田大学後援会事務局〈早稲田講義録 第4巻 第6号〉、1998年2月。
- 『フランス企業法の理論と動態』成文堂〈企業法研究 第1巻〉、1999年12月。ISBN 978-4792323615。
- 『現代企業法の理論と動態』成文堂〈企業法研究 第2巻〉、2000年4月。ISBN 978-4792323660。
- 『フランス競争法の形成過程』成文堂〈企業法研究 第3巻〉、2001年1月。ISBN 978-4792323813。
- 『早稲田大学新世紀への挑戦 原点は「現世を忘れぬ久遠の理想』東洋経済新報社、2001年12月。
- 『ユニバーシティ・ガバナンス』早稲田大学出版部〈早稲田大学の改革〉、2002年5月。ISBN 978-4657025135。
- 『「梓立大学」早稲田の実現』早稲田大学後援会事務局〈早稲田講義録 第9巻 第1号〉、2002年9月。
- 『グローカル・ユニバーシティ』早稲田大学出版部〈早稲田大学の改革 2〉、2002年11月。ISBN 978-4657029317。
- 『西北への旅人』成文堂、2002年11月。ISBN 978-4792391126。
- 『志立大学早稲田の実現』早稲田大学出版部、2004年9月。
- 『企業の統治と社会的責任』金融財政事情研究会、2007年6月。ISBN 978-4657049209。
- 『志立大学早稲田の人づくり』早稲田大学総長室〈早稲田講義録 第14巻 第2号〉、2007年12月。
- 『小野梓先生の栄光と復権・特別寄稿 高野連会長に就任して』早稲田大学総長室〈早稲田講義録 第16巻 第1号〉、2009年10月。
- 『企業法学の歳月』早稲田大学出版部、2010年1月。ISBN 978-4657101105。
- 『西北からの旅人』成文堂、2010年4月。ISBN 978-4792391966。
- 『「痛い目」に遭いながら人生を学べ 日本再生のための奥島流「青少年育成論」』光文社、2012年7月。ISBN 978-4334977023。
- 『備えよ常に 平和を欲するのであれば、戦いに備えよ』財界研究所、2014年6月。ISBN 978-4879321022。
- 『君は決して一人ではない！ 共生・共創のすすめ』財界研究所、2017年6月。ISBN 978-4879321244。

### 編集
- 『法学部創立百周年記念論文集 3』早稲田大学法学会〈早稲田法学 第58巻第3号〉、1983年10月。
- 『商法 Ⅰ 〔総則・会社法〕』法学書院〈争点ノート〉、1989年7月。ISBN 978-4587316501。
- 『商法 Ⅱ 〔商行為法・手形法・小切手法〕』法学書院〈争点ノート〉、1989年11月。ISBN 978-4587316600。
- 『新しい危機管理の研究』金融財政事情研究会〈コーポレートガバナンス〉、1996年3月。ISBN 978-4322221916。
- 『会社はだれのものか』金融財政事情研究会〈コーポレートガバナンス 2〉、1997年5月。ISBN 978-4322210118。
- 『遵法経営』金融財政事情研究会〈コーポレートガバナンス 3〉、1998年7月。ISBN 978-4322160215。

### 監修
- エピソード大隈重信編集委員会 編『エピソード 大隈重信 125話』奥島孝康・中村尚美監修、早稲田大学出版部、1989年7月。ISBN 978-4657897213。
- エピソード早稲田大学編集委員会 編『エピソード 早稲田大学 125話』奥島孝康・木村時夫監修、早稲田大学出版部、1990年5月。ISBN 978-4657903211。
- エピソード稲門の群像編集委員会 編『エピソード 稲門の群像 125話』奥島孝康・中村尚美監修、早稲田大学出版部、1992年3月。ISBN 978-4657924230。
- 小野田照子写真・文『鐘の鳴る街早稲田』奥島孝康監修、文芸社、2009年6月。ISBN 978-4286068770。

### 共編著
- 長濱, 洋一、酒巻, 俊雄、奥島, 孝康共編 編『現代企業法の諸相』成文堂〈中村眞澄教授・金澤理教授還暦記念論文集 第1巻〉、1990年2月。ISBN 978-4792321413。
- 長濱洋一・酒巻俊雄・奥島孝康共編 編『現代保険法海商法の諸相』成文堂〈中村眞澄教授・金澤理教授還暦記念論文集 第2巻〉、1990年2月。ISBN 978-4792321420。
- 酒巻俊雄・奥島孝康共編著 編『改正商法の解説』税務経理協会、1990年12月。ISBN 978-4419015282。
- 實方謙二、奥島孝康、江口公典、本間重紀『企業結合と法』三省堂、1991年9月。ISBN 978-4385307282。
- 奥島孝康、中島史雄共編 編『会社法』成文堂〈商法演習 Ⅰ〉、1992年1月。
  - 奥島孝康・中島史雄共編 編『会社法』（第3版）成文堂〈商法演習 Ⅰ〉、1999年5月。ISBN 978-4792323509。
- 倉沢康一郎、奥島孝康『基礎演習商法』有斐閣〈基礎演習シリーズ〉、1992年4月。ISBN 978-4641037403。
- 倉沢康一郎・奥島孝康共編 編『商法キーワード』有斐閣〈有斐閣双書〉、1993年3月。ISBN 978-4641058576。
- 奥島孝康・中島史雄共編 編『手形法・小切手法』成文堂〈商法演習 Ⅱ〉、1993年6月。ISBN 978-4792322175。
- 奥島孝康、中村紘一共編 編『フランスの政治 中央集権国家の伝統と変容』早稲田大学出版部〈Waseda libri mundi 4〉、1993年10月。ISBN 978-4657920386。
- 片岡寛光、奥島孝康共編 編『アメリカの政治 ガリバー国家のジレンマ』早稲田大学出版部〈Waseda libri mundi 7〉、1994年3月。ISBN 978-4657943163。
- 奥島孝康・宮島司共編 編『商法の判例と論理 昭和40年代の最高裁判例をめぐって』日本評論社〈倉沢康一郎教授還暦記念論文集〉、1994年4月。ISBN 978-4535581609。
- 岡沢憲芙、奥島孝康共編 編『スウェーデンの政治 デモクラシーの実験室』早稲田大学出版部〈Waseda libri mundi 10〉、1994年6月。ISBN 978-4657946263。
- 岡沢憲芙・奥島孝康共編 編『スウェーデンの経済 福祉国家の政治経済学』早稲田大学出版部〈Waseda libri mundi 11〉、1994年6月。ISBN 978-4657946270。
- 岡沢憲芙・奥島孝康共編 編『スウェーデンの社会 平和・環境・人権の国際国家』早稲田大学出版部〈Waseda libri mundi 12〉、1994年6月。ISBN 978-4657946287。
- 『現代企業法の諸問題』奥島孝康・千野直邦著者代表、成文堂〈小室金之助教授還暦記念〉、1996年5月。ISBN 978-4792322816。
- 倉沢康一郎・奥島孝康共編 編『判例ハンドブック 商法総則・会社法』日本評論社〈法セミbooks 7〉、1996年7月。ISBN 978-4535008182。
- 倉沢康一郎・奥島孝康共編 編『昭和商法学史』日本評論社〈岩崎稜先生追悼論文集〉、1996年12月。ISBN 978-4535510814。
- 倉沢康一郎・奥島孝康共編 編『判例ハンドブック 商行為法・手形法』日本評論社〈法セミbooks 8〉、1997年5月。ISBN 978-4535008199。
- 奥島孝康、田中成明共編 編『法学の根底にあるもの』有斐閣、1997年6月。ISBN 978-4641027268。
- 『現代英米会社法の諸相』酒巻俊雄・奥島孝康著者代表、成文堂〈長浜洋一教授還暦記念〉、1997年12月。ISBN 978-4792322885。
- 志村治美・奥島孝康共編 編『中国会社法入門 進む企業改革と経営近代化』日本経済新聞社、1998年2月。ISBN 978-4532131500。
- 川成洋、奥島孝康共編 編『スペインの政治 議会君主制の「自治国家」』早稲田大学出版部〈Waseda libri mundi 26〉、1998年5月。ISBN 978-4657985248。
- 奥島孝康、原輝史共編 編『生涯学習と高等教育』早稲田大学出版部〈ワセダ・オープンカレッジ双書 2〉、1998年6月。ISBN 978-4657985200。
- 河本一郎、奥島孝康共編著 編『商法 Ⅰ ［総則・商行為］』三省堂〈新判例マニュアル〉、1999年4月。ISBN 978-4385311944。
- 河本一郎・奥島孝康共編著 編『商法 Ⅱ ［会社法］』三省堂〈新判例マニュアル〉、1999年5月。ISBN 978-4385311968。
- 奥島孝康・高田晴仁共編 編『人間ドラマから手形法入門』日本評論社、1999年5月。ISBN 978-4535511835。
- 河本一郎・奥島孝康共編著 編『商法 Ⅲ ［手形法・小切手法］』三省堂〈新判例マニュアル〉、1999年5月。ISBN 978-4385311982。
- 馬場康雄、奥島孝康共編 編『イタリアの社会 遅れて来た「豊かな社会」の実像』早稲田大学出版部〈Waseda libri mundi 32〉、1999年9月。ISBN 978-4657996251。
- 奥島孝康・新山雄三・斉藤武共編 編『社団と証券の法理』商事法務研究会、1999年9月。ISBN 978-4785708467。
- 奥島孝康・堀龍兒共編 編『国際法務戦略』早稲田大学出版部、2000年2月。ISBN 978-4657001030。
- 鄭杭生・奥島孝康共編 編『中国の社会 開放される12億の民』早稲田大学出版部、2002年6月。ISBN 978-4657023094。
- 岡沢憲芙・奥島孝康共編 編『ノルウェーの政治 独自路線の選択』早稲田大学出版部〈Waseda libri mundi 36〉、2004年11月。ISBN 978-4657049261。
- 岡沢憲芙・奥島孝康共編 編『ノルウェーの経済 石油産業と産業構造の変容』早稲田大学出版部〈Waseda libri mundi 37〉、2004年11月。ISBN 978-4657049278。
- 村井誠人・奥島孝康共編 編『ノルウェーの社会 質実剛健な市民社会の展開』早稲田大学出版部〈Waseda libri mundi 38〉、2004年11月。ISBN 978-4657049285。
- 西原, 春夫、奥島, 孝康、村上, 義紀共編著 編『大学国際交流事始』瀬在幸安〈パイオニア達から次世代へのメッセージ 第2集〉、2005年5月。
- 奥島孝康・宮島司共編 編『商法の歴史と論理 倉澤康一郎先生古稀記念』新青出版、2005年7月。ISBN 978-4915995620。
- 倉澤康一郎・奥島孝康・森淳二朗共編 編『会社法』悠々社〈判例講義〉、2007年4月。ISBN 978-4862420046。
  - 倉澤康一郎・奥島孝康・森淳二朗共編 編『会社法』（第2版）悠々社〈判例講義〉、2013年3月。ISBN 978-4862420244。
- 奥島, 孝康、落合, 誠一、浜田, 道代共編 編『新基本法コンメンタール 会社法3』日本評論社〈別冊法学セミナー No.201〉、2009年8月。ISBN 978-4535402416。
  - 奥島, 孝康、落合, 誠一、浜田, 道代共編 編『新基本法コンメンタール 会社法3』（第2版）日本評論社〈別冊法学セミナー No.239〉、2015年10月。ISBN 978-4535402713。
- 奥島孝康・梁承斗共編 編『日韓の企業買収防衛策の理論と現状』金融財政事情研究会、2009年10月。ISBN 978-4322114263。
- 奥島孝康・落合誠一・浜田道代共編 編『新基本法コンメンタール 会社法1』日本評論社〈別冊法学セミナー No.204〉、2010年10月。ISBN 978-4535402393。
  - 奥島孝康・落合誠一・浜田道代共編 編『新基本法コンメンタール 会社法1』（第2版）日本評論社〈別冊法学セミナー No.242〉、2016年3月。ISBN 978-4535402690。
- 奥島孝康・落合誠一・浜田道代共編 編『新基本法コンメンタール 会社法2』日本評論社、2010年10月。ISBN 978-4535402409。
  - 奥島孝康・落合誠一・浜田道代共編 編『新基本法コンメンタール 会社法2』（第2版）日本評論社、2016年6月。ISBN 978-4535402706。

### 記念論文集

#### 奥島孝康教授還暦記念
- 奥島孝康教授還暦記念論文集編集委員会 編『比較会社法研究』成文堂〈奥島孝康教授還暦記念 第1巻〉、1999年12月。ISBN 978-4792323592。
- 奥島孝康教授還暦記念論文集編集委員会 編『近代企業法の形成と展開』成文堂〈奥島孝康教授還暦記念 第2巻〉、1999年12月。ISBN 978-4792323608。

#### 奥島孝康先生古稀記念論文集
- 奥島孝康先生古稀記念論文集編集委員会 編『現代企業法学の理論と動態 上篇』成文堂〈奥島孝康先生古稀記念論文集 第1巻〉、2011年10月。ISBN 978-4792325992。
- 奥島孝康先生古稀記念論文集編集委員会 編『現代企業法学の理論と動態 下篇』成文堂〈奥島孝康先生古稀記念論文集 第1巻〉、2011年10月。ISBN 978-4792326005。
- 奥島孝康先生古稀記念論文集編集委員会 編『フランス企業法の理論と動態』成文堂〈奥島孝康先生古稀記念論文集 第2巻〉、2011年10月。ISBN 978-4792326081。

## 作詞
- ワセダ輝く（早稲田実業学校開校百周年記念歌、作曲は小室哲哉）

## 特許
- 特開2003-30501 ルビ付き書籍及びルビ付き書籍販売システム

## 役職歴

### 学会・審議
- 日仏法学会 理事
- 日中法学会 会長
- 日韓法学会 会長
- 日本スポーツ産業学会 副会長
- 消費者金融サービス研究学会 常任理事
- 日本コーポレート・ガバナンス・フォーラム 共同理事長
- 日本私立大学連盟 顧問
- 文部科学省中央教育審議会 委員
- 文部科学省科学技術・学術審議 会員
- 法科大学院協会 会長

### その他
- 日本私立大学連盟 会長[30]
- 早稲田大学 学事顧問
- 内閣府司法改革推進本部 顧問
- 法科大学院協会 理事長
- 財団法人学生サポートセンター
- 財団法人野村国際文化財団 理事
- 財団法人共立国際交流奨学財団 理事
- 財団法人大川情報通信基金 理事長
- 財団法人イオン環境財団 理事
- 財団法人朝鮮奨学会 評議員
- 財団法人旭硝子奨学会 理事
- 財団法人本庄国際リサーチパーク研究推進機構 評議員
- 財団法人日弁連法務研究財団 理事
- 財団法人環日本海経済研究所 理事
- 財団法人電力中央研究所 評議員
- 特定非営利活動法人自然体験活動推進協議会 会長
- 財団法人国際民商事法センター 学術評議員
- 財団法人日本ボーイスカウト東京連盟維持財団理事
- 日本ボーイスカウト東京連盟 連盟長
- 財団法人水と緑の惑星保全機構 理事
- 財団法人文化財保護・芸術研究助成財団 理事
- 公益財団法人パブリックヘルスリサーチセンター 理事長
- 財団法人ロッテ国際奨学財団 評議員
- 学校法人実践女子学園 理事
- 特定非営利法人日本ライフサポーター協会 理事
- 社団法人全国大学体育連合会 会長
- 財団法人早稲田奉仕園 理事長
- 特定非営利活動法人日本自動車 殿堂顧問
- 特定非営利活動法人富士山クラブ 理事長
- ジャパンタッチ協会 会長
- 日本相撲協会運営審議委員会委員
- 公益財団ボーイスカウト日本連盟　総長